# Jiang Wen
Dans ce nom chinois, le nom de famille, Jiang, précède le nom personnel Wen.
Jiang Wen (chinois : 姜文 ; pinyin : Jiāng Wén) est un acteur, réalisateur, scénariste et producteur chinois, né à Tangshan en Chine le 5 janvier 1963. Il est surtout connu en Occident en tant qu'acteur pour son duo avec Gong Li dans le film de Zhang Yimou Le Sorgho rouge.

## Biographie
Né à Tangshan, dans la province du Hebei, au sein d'une famille de militaires, Jiang Wen part vivre à Beijing à l'âge de 6 ans. En 1980, il entre à l'Académie centrale d'art dramatique de Pékin où il obtient son diplôme en 1984. La même année, il commence sa carrière d'acteur à la fois au théâtre et au cinéma.
Après être apparu dans de nombreuses séries télévisées et quelques films, Jiang devient célèbre en Chine pour son rôle dans la série à succès Un pékinois à New York (1992), qui fait de lui l'un des acteurs les plus appréciés de sa génération.
Il joue également dans Hibiscus Town (1984), réalisé par Xie Jin, Ben ming nian (1990) de Xie Fei, The Emperor's Shadow (1996), mis en scène par Zhou Xiaowen puis Les Sœurs Soong (1997) de Mabel Cheung.
En plus du Sorgho rouge d'après Mo Yan, dans lequel il tient le rôle principal au côté de Gong Li, Jiang collabore à nouveau avec Zhang Yimou sur Keep Cool (1997).
En 1991, il se marie avec la Française Sandrine Chenivesse avec laquelle il a une fille. Il est désormais remarié à l'actrice chinoise Zhou Yun avec laquelle il a deux fils.
Jiang écrit et réalise son premier film en 1994, In the Heat of the Sun, d'après un roman de Wang Shuo. Cette chronique douce-amère et bucolique dépeint l'adolescence de deux Pékinois durant la Révolution culturelle. Le jeune acteur Xia Yu remporte la Coupe Volpi du meilleur acteur à la 51e Mostra de Venise puis l'œuvre gagne six Golden Horse Awards à Taïwan. Le second long métrage de Jiang, Les Démons à ma porte, dont l'action se déroule pendant la seconde guerre sino-japonaise au début des années 1940, est récompensé du Grand Prix au Festival de Cannes 2000.
Cette fresque historique stylisée, tragi-comique et ironique, est tournée en noir et blanc et mêle violence, grotesque, truculence et intimisme. Elle est censurée en Chine car les autorités la trouvent antipatriotique, notamment pour sa représentation, jugée dégradante, de villageois chinois veules, sournois et opportunistes durant l'occupation japonaise,. Il est également reproché à l'auteur d'avoir présenté son film en France sans visa officiel. Les Démons à ma porte circule clandestinement sur le territoire par le circuit des DVD pirates.
Jiang est contraint d'abandonner les plateaux de tournage pendant sept ans et doit attendre l'année 2007 pour signer sa nouvelle mise en scène : Le soleil se lève aussi, juxtaposition de quatre histoires qui se déroulent entre 1958 et 1976 et dans lesquelles se côtoient drame, conte, burlesque, Histoire, histoire du cinéma chinois, merveilleux, monde quotidien et onirisme,. En 2009, il réalise le segment Chinatown du film collectif New York, I Love You et y dirige Hayden Christensen, Andy Garcia et Rachel Bilson. L'année suivante, il se met en scène, aux côtés de Ge You et Chow Yun-fat, dans la superproduction Let the Bullets Fly, son premier film d'action comme réalisateur.
Par leur virtuosité technique, leur thématique, leur fantaisie et leur esthétique, les réalisations de Jiang ont été comparées en occident à l'œuvre d'Orson Welles, Federico Fellini et Emir Kusturica,,,.
En 2015, il est annoncé au générique de Rogue One: A Star Wars Story.

### Festivals
En 2001, Jiang est juré du 23e Festival international du film de Moscou.
En 2003 il est membre du jury officiel du 56e Festival de Cannes, sous la présidence de Patrice Chéreau.
En janvier 2010, il est le parrain de la première édition du Festival du cinéma chinois en France, qui se déroule à Paris, Versailles, Lyon et Toulouse.
En 2013, il est membre du jury du 70e Festival de Venise, présidé par Bernardo Bertolucci, avec notamment la comédienne Carrie Fisher de l'univers Star Wars.
En 2018 il préside le jury du 21e Festival international du film de Shanghai.
En 2019 il préside le jury du 43e Festival international du film de Hong Kong.
En 2025 il préside le jury du 15e Festival international du film de Pékin.

## Filmographie

### Acteur

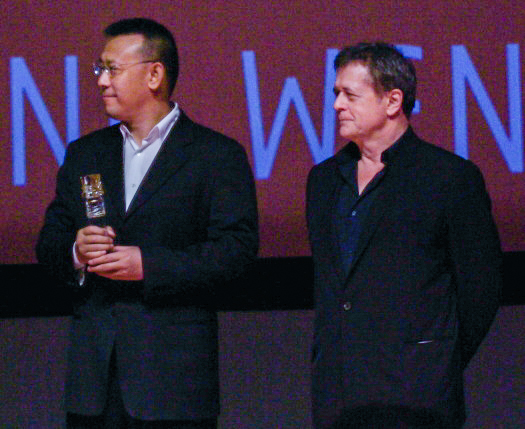
Jiang Wen et Patrice Chéreau en 2008 à Deauville

- 1986 : The Last Empress (Moot doi wong hau)
- 1986 : Hibiscus Town (Fu rong zhen)
- 1987 : Le Palanquin des larmes
- 1987 : Le Sorgho rouge (Hong gao liang)
- 1990 : Ben ming nian (Ben ming nian)
- 1991 : L'Eunuque impérial (Da taijian Li Lianying)
- 1993 : The Trail (Da lu)
- 1994 : Yangguang Canlan de Rizi
- 1996 : The Emperor's Shadow (Qin song)
- 1997 : Keep Cool (You hua hao hao shuo)
- 1997 : Les Sœurs Soong (Song jia huang chao)
- 1999 : Lotus Lantern (Bao lian deng)
- 2000 : Les Démons à ma porte (Guizi lai le)
- 2002 : The Missing Gun (Xun qiang)
- 2003 : Green Tea (Lü cha)
- 2003 : My Father and I (Wo he ba ba)
- 2003 : Les Guerriers de l'empire céleste (Tian di ying xiong)
- 2004 : Jasmine Flower (Mo li hua kai)
- 2004 : A Letter from an Unknown Woman (Yi ge mo sheng nu ren de lai xin)
- 2007 : Le soleil se lève aussi (Taiyang zhaochang shengqi)
- 2009 : The Founding of a Republic (Jian Guo Da Ye)
- 2010 : Let the Bullets Fly (Rang zidan fei)
- 2011 : The Lost Bladesman (Guan Yun chang)
- 2014 : Gone with the Bullets (Yi bu zhi yao)
- 2016 : Rogue One: A Star Wars Story de Gareth Edwards
- 2018 : Hidden Man (Xie Bu Ya Zheng)

### Réalisateur et scénariste
- 1994 : Sous la chaleur du soleil (阳光灿烂的日子)
- 2000 : Les Démons à ma porte (鬼子来了, Guǐzi láile)
- 2007 : Le soleil se lève aussi (太阳照常升起, Taiyang zhaochang shengqi)
- 2009 : New York, I Love You, segment Chinatown
- 2010 : Let the Bullets Fly (讓子彈飛, Rang zidan fei)
- 2014 : Gone with the Bullets (一步之遥, Yi bu zhi yao)
- 2018 : Hidden Man (邪不压正)

### Producteur
- 2000 : Les Démons à ma porte (Guizi lai le)
- 2002 : The Missing Gun (Xun qiang)
- 2007 : Le soleil se lève aussi (Taiyang zhaochang shengqi)